# Limba kannada
Limba kannada (în kannada: ಕನ್ನಡ kannaḍa; pronunție: [ˈkʌnːəɖɑː]), cunoscută și sub denumirea de kanareză, este o limbă din familia limbilor dravidiene, vorbită în principal de populația kannada ce trăiește în sudul statului indian Karnataka, și de minoritățile lingvistice din statele Andhra Pradesh, Telangana, Tamil Nadu, Maharashtra, Kerala și Goa. Cu aproximativ 40 de milioane de vorbitori nativi, , kannada este pe locul 33 în lume în topul celor mai vorbite limbi. Este limba oficială și administrativă a statului Karnataka.